# Kristina Hjertén von Gedda
Kristina Hjertén von Gedda, född 1939, är en svensk författare. 
Hjertén von Gedda är fil.lic. i religionshistoria. Hon debuterade som författare 1978 med romanen Rättegången. Hon har också utgivit Den nionde timmen(1979), KOD4(1980),Vita activa (1983),Min hund är död(1998),Ombud för de tystade i samarbete med Jovan Rajs(2001) och Bortom allt rimligt tvivel(2005).
2005 publicerade hon boken "Bortom allt rimligt tvivel" som handlar om fyra svenska rättsfall. I "Bortom allt rimligt tvivel" skriver Hjertén bland annat om obducenten och allmänläkaren, Södertäljefallet och Thomas Quick. Tillsammans med Jovan Rajs har hon skrivit "Ombud för de tystade". Efter att "ombud för de tystade" utkom 2001 utbröt ett bråk mellan Hjertén och Rajs. Kristina Hjertén skriver i "Bortom allt rimligt tvivel" att Rajs är ansvarig för att ett justitiemord begåtts mot allmänläkaren och obducenten.
Flera år innan Thomas Quick tog tillbaka sina erkännanden intervjuade Hjertén Quick för sin bok som utkom 2005. Hjertén drog av intervjuerna slutsatsen att Quick troligen var oskyldigt dömd.
Hjertén von Gedda verkar också som dramatiker med TVteater under 1971-1982 Anna och sanning och konsekvens, radioteater Rent spel, en dramadokumentär om Sabina Spielrein 1978.
Manus till Mitt namn var Sabina Spielrein 2002 en dramadokumentär film.
Hjertén von Gedda är medlem i Sveriges Författarförbund och  Sveriges dramatikerförbund.